# Alma Haas
Alma Haas (Racibórz, Silesia, 31 de enero de 1847-Londres, Reino Unido, 12 de diciembre de 1932) fue una pianista, musicóloga y profesora, miembro fundador y tercera presidenta de la Society of Women Musicians.

## Biografía
Alma Haas nació en Silesia, hoy Polonia, como Alma Hollaender, hija del profesor de música Isaac Hollaender (1809-1898) y de la pianista Rosalie Pappenheim (1814-1882). A los diez años fue a la escuela de música y a los catorce hizo su primera actuación en público, con el Concierto para piano en sol menor de Felix Mendelssohn. En 1862 siguió a su hermano mayor, el compositor y pianista Alexis Hollaender, a Berlín, donde él había estado estudiando. Continuó sus estudios allí de 1862 a 1867, y al año siguiente actuó en la Gewandhaus de Leipzig. Realizó giras por las principales ciudades alemanas y en 1870 tocó una temporada en Londres.
En 1872 se casó con el doctor Ernst Haas, profesor de sánscrito en la University College de Londres. Tuvieron dos hijos: Elsa (nacida en 1876) y Paul (nacido en 1878). A la muerte de Ernst Haas en 1882, Alma donó la colección de libros de su marido a la Universidad SOAS de Londres. Entre 1876 y 1886 impartió clases en el Bedford College de Londres y en la Royal College of Music. Entre sus alumnas se encontraba Liza Lehmann. En 1886 fue nombrada directora del departamento de música del King's College de Londres. En 1922 dio una clase de pianoforte a la infanta Beatriz y a la infanta María Cristina de España, en presencia de su madre, la reina Victoria Eugenia.
Como intérprete, se la describió como «tranquila» y «artística», The Times señaló en 1911 que «nunca se contenta con el programa estereotipado que los críticos conocen tan bien y que les desagrada tan intensamente; su elección de piezas es siempre interesante y las presenta siempre bajo una luz fresca y como si las estuviera disfrutando tanto como cualquiera». Se ganó la reputación de «excelente intérprete de Beethoven» y destacó por su amplio repertorio. Después de 1914, abandonó su carrera concertística, pero siguió dando clases. Ese año se convirtió en la tercera presidenta de la Society of Women Musicians, de la que había sido miembro fundador.
Falleció en su domicilio de Londres el 12 de diciembre de 1932.